# 리자쥔
리자쥔(중국어 간체자: 李佳军, 정체자: 李佳軍, 병음: Lǐ Jiajūn, 한자음: 이가군, 1975년 10월 15일~)은 중화인민공화국의 쇼트트랙 선수이다.
그는 2002년 동계 올림픽 남자 쇼트트랙 1000m 준결승에서 강력한 경쟁자인 대한민국의 김동성 선수를 건드려 밀어 넘어뜨렸다는 의혹에 휩싸였으나 결승에 진출하였다. 1000m 결승전에서는 안현수, 아폴로 앤턴 오노·마티외 튀르코트와 선두를 다투다 결승점 직전에서 모두 엉겨 넘어져 메달을 놓쳤다. 1500m 결승전에서는 김동성이 선두로 들어갔으나, 실격 처리되고 자신은 은메달을 획득하여, 오노와 함께 반칙 플레이를 펼쳤다는 의심을 받아 큰 논란의 대상이 되었다.
이러한 의혹 속에서도 그는 1990년대 후반과 2000년대 초반에 걸쳐 세계 선수권 대회에서 여러 차례 금메달을 땄으며, 특히 단거리에 강한 세계적인 선수였다. 1998년과 2002년, 2006년 동계 올림픽에서 은메달 2개, 동메달 3개를 획득하였다.